# Jüri Viikberg

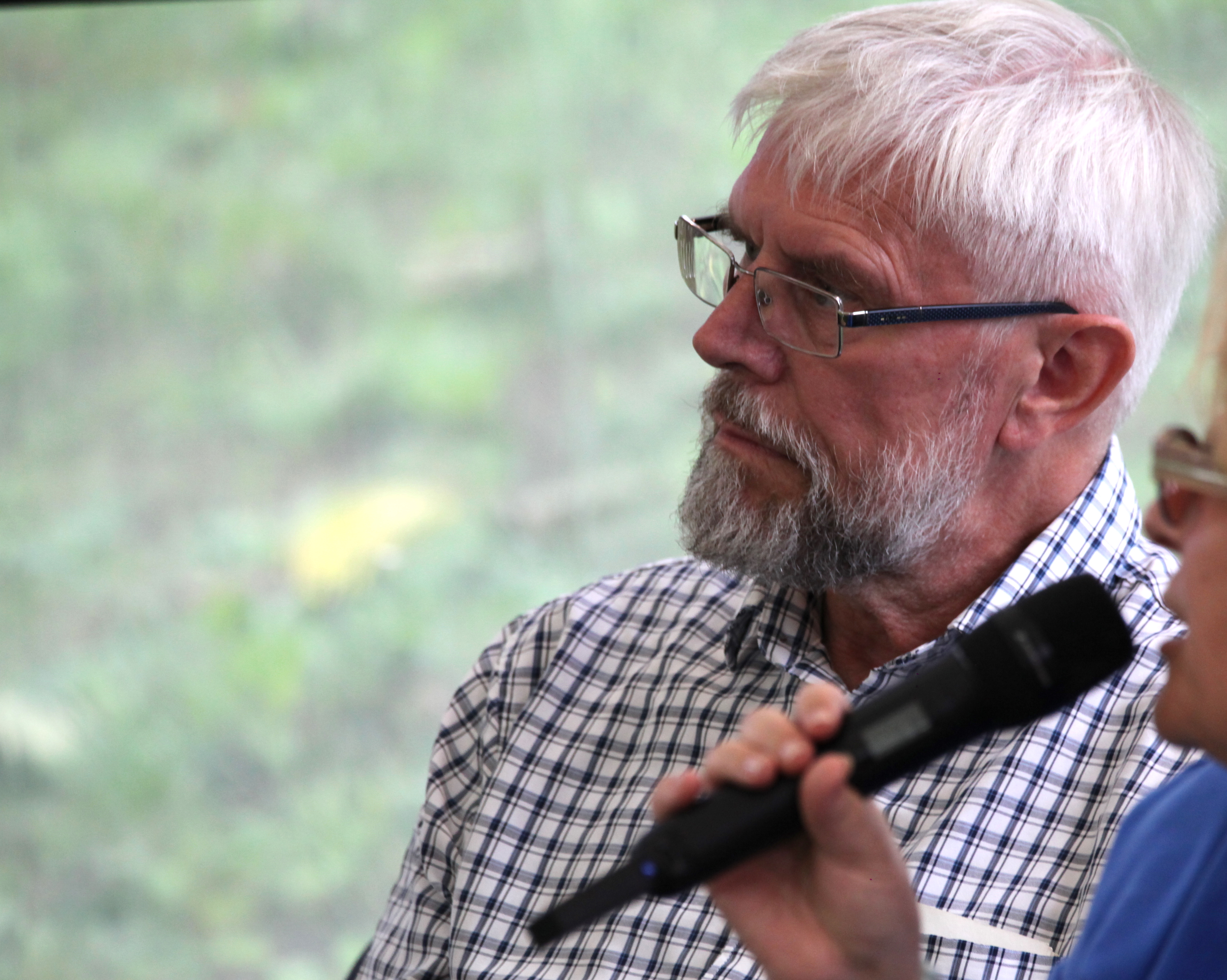
Jüri Viikberg (2021)

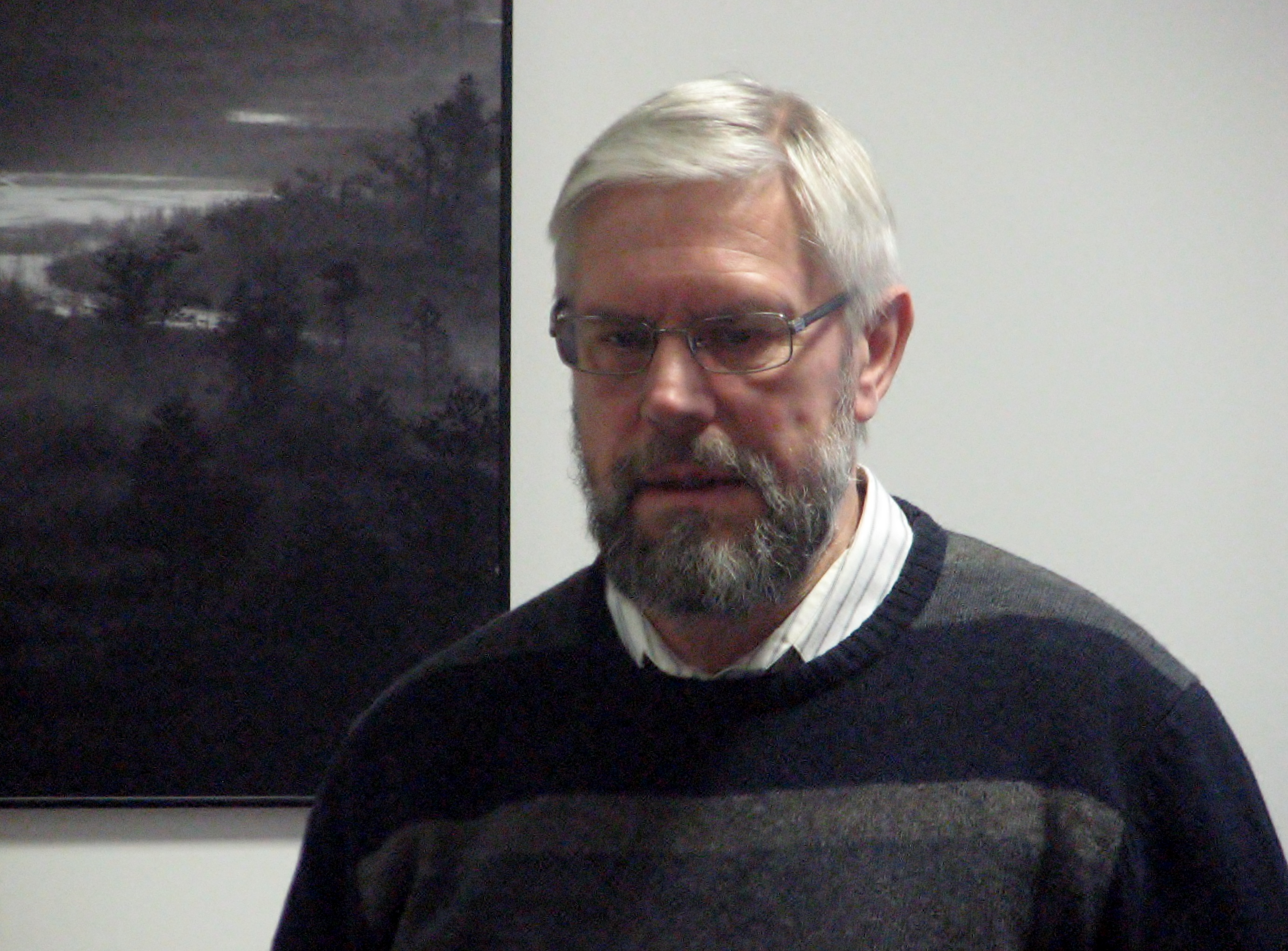
Jüri Viikberg, 2013

Jüri Viikberg (* 10. September 1953 in Rapla) ist ein estnischer Sprachwissenschaftler.

## Leben
Viikberg machte 1971 in Rapla Abitur und immatrikulierte sich im gleichen Jahr an der Universität Tartu für das Fach Finnougristik. Nach seinem Studienabschluss 1976 war er zwei Jahre Lehrer in Juuru und ab 1978 Aspirant am Institut für Sprache und Literatur in Tallinn. 1990 promovierte er an der Universität Tartu mit einer Arbeit über die estnischen Sprachinseln in Sibirien.
Viikberg arbeitet seit 1981 als Wissenschaftler am Institut für Estnische Sprache und hat(te) daneben zahlreiche andere Ämter und Funktionen bekleidet. So ist er seit 1990 in der Redaktion des estnischen Dialektwörterbuchs tätig, seit 1989 ist er mit der Universität Tallinn verbunden, zunächst als Dozent, später als Professor für Estnisch (2005–2011). Von 2005 bis 2008 war er Leiter des Lehrstuhls für Estnisch.

## Forschungstätigkeit
Viikbergs Forschungsgebiet liegt in erster Linie im Bereich der estnischen Dialekte. Ferner hat er sich mit estnischen Sprachinseln außerhalb Estlands und ganz allgemein mit sprachlichen Minderheiten befasst. Außerdem sammelte er estnische (politische) Witze.
Besondere Verdienste erwarb er sich im Bereich der estnischen Etymologie durch die elektronische Publikation eines Wörterbuchs der niederdeutschen Lehnwörter im Estnischen (s. u.).

## Ehrungen
- 2006 Orden des weißen Sterns (IV. Klasse)
- 2021 Ferdinand-Johann-Wiedemann-Preis

## Bibliografie (Auswahl)

### Monografien
- (gemeinsam mit Margus Kolga, Igor Tõnurist, Lembit Vaba) Vene impeeriumi rahvaste punane raamat. Tallinn: Vagabund 1993. XI, 371 S.
  - Englische Ausgabe: The red book of the peoples of the Russian empire. Tallinn: Estada Kirjastus 2001. XVI, 399 S.
- Anekdoodiraamat. Naeruga eilsest. Eesti anekdoot 1960-1990. Tallinn: Eesti Keele Instituut 1997. 571 S.
- Eesti rahvaste raamat. Rahvusvähemused, -rühmad ja -killud. Tallinn: Eesti Entsüklopeediakirjastus 1999. 597 S.
- Anecdotes about Soviet power and their leaders. Collected from Estonia 1960-1986. Tallinn: Punkt & Koma 2003. 79 S.
- Vadja keele grammatika (Dmitri Tsvetkov). Koostanud ja toimetanud Jüri Viikberg. Tallinn: Eesti Keele Sihtasutus 2008. IX, 169 S.
- (gemeinsam mit Kristiina Praakli) Eestlased ja eesti keel välismaal. Tallinn: Eesti Keele Sihtasutus 2010. 559 S.
- Alamsaksa laensõnad eesti keeles [Võrguteavik] = Niederdeutsche Lehnwörter im Estnischen. Tallinn: Eesti Keele Instituut 2016. Internetpublikation
- Eesti murrete grammatika. Tartu: Tartu Ülikooli Kirjastus 2020. 360 S.

### Aufsätze
- Dialects and minorities contra official language, in: Brunon Synak, Tomasz Wicherkiewicz (eds.): Language minorities and minority languages in the changing Europe. Proceedings of the 6th International Conference on Minority Languages Gdańsk, 1-5 July, 1996. Gdańsk 1997, S. 109–114.
- Language shift among Siberian Estonians: pro and contra, in: International Journal of the Sociology of Language. Band 139, 1999: Estonian Sociolinguistics. Ed. by Tiit Hennoste, S. 105–124.
- Alamsaksa laensõnadest Johannes Gutslaffi grammatika taustal, in: ESUKA Band. 4, Nr. 3, 2013, S. 205–231.
- Alamsaksa laensõnadest nende tulekuajas, in: Keel ja Kirjandus. Nr. 10/2014, S. 749–762.
- Estonian linguistic enclaves on the territory of the former Russian empire: contacts with local languages, in: ESUKA Band 5, Nr. 2, 2014, S. 169–184.
- Patukustutuskirjast, armulaualeivast ja laadast. aablat, oblaat, laat, in: Keel ja Kirjandus Nr. 1/2015, S. 41–48.